# Angela Clayton
Angela Helen Clayton (1959 – 8 de enero de 2014) fue una física británica internacionalmente conocida que trabajó en los campos de la seguridad nuclear y la protección radiológica. Fue también una defensora de los derechos de las personas transgénero.

## Carrera profesional
Dentro de sus logros profesionales, cabe mencionar los siguientes:
- Directora de la Criticidad de la Seguridad Nuclear en el Establecimiento de Armas Atómico durante varios años;
- Presidenta del Working Party on Criticality de Reino Unido;
- Miembro del Grupo de Trabajo para el Estándar Nacional americano 8.15 - Control de la criticidad nuclear de Elementos de Actínido coordinada por la Sociedad Nuclear americana;[3]
- Parte del proyecto Criticality Safety Benchmark Evaluation Internacional;
- Miembro de Comités para varias Conferencias Internacionales en Seguridad (p. ej. La Conferencia internacional en Criticidad de la Seguridad Nuclear (ICNC) 1991 - Reino Unido, ICNC 2003 - Japón, ICNC 2007 - Rusia);[4]
- Coautora en muchas publicaciones en varios aspectos de criticidad de la seguridad nuclear.

Tuvo varios roles en el Comité de Seguridad y en el panel de Seguridad del Reactor en el Establecimiento de Armas Atómico (ahora AWE).  
Clayton tuvo también un rol activo en el sindicato británico Prospect tanto a nivel nacional como local.

## Trayectoria
Sus primeras interacciones con profesionales de la medicina las describió como traumáticas, lo que la llevó a realizar su transición sin apoyo médico. Solo después de vivir varios años como mujer, retomó el tratamiento con profesionales de la medicina.
Fue activista desde 1999 con Press for Change, donde llegó a ser vicepresidenta. Su interés en el papel que los sindicatos tienen para promover la igualdad para las personas trans la llevó a ser la primera “observadora trans” en el Comité LGBT de la federación de sindicatos británica TUC.  Estuvo también involucrada en el desarrollo e implementación de la Gender Recognition Act 2004 (la ley de identidad de género promulgada en el Reino Unido en 2004) que permite a las personas trans cambiar el sexo reflejado en su documentación legal en el Reino Unido.
Fue nombrada Miembro del Orden del Imperio británico (MBE) en junio de 2005 "por sus servicios en cuestiones de género".  Clayton fue oradora en el Greater London LGBT Organising Day en febrero de 2008. Contribuyó al "Trans Data Position Paper" para el servicio nacional de estadística del Reino Unido en 2009.